# Коб Тетяна Володимирівна
Тетя́на Володи́мирівна Коб (нар. 25 жовтня 1987, Ковель, УРСР) — українська боксерка найлегшої ваги. Дворазова чемпіонка Європи (2009, 2022), бронзова призерка чемпіонату світу (2010), учасниця Олімпійських ігор 2016, багаторазова чемпіонка України. Заслужений майстер спорту України.

## Біографія
Перший і теперішній тренер — Віктор Рогатін.
Навчалася в Луцькому національному університеті ім. Лесі Українки (спеціалізація — фізичне виховання). Православна християнка. Веде тверезий спосіб життя.

## Спортивна кар'єра
- На чемпіонаті Європи 2009 перемогла трьох суперниць і стала чемпіонкою у ваговій категорії до 51 кг.
- На чемпіонаті світу 2010 перемогла чотирьох суперниць, програла у півфіналі Жень Цаньцань (Китай) і отримала бронзову медаль.
- На чемпіонаті Європи 2011 програла в третьому бою.
- На чемпіонаті Європи 2014 програла в другому бою.
- На Європейських іграх 2015 програла в першому бою.
- Виступ на Олімпійських іграх 2016
  - В 1/8 фіналу перемогла чемпіонку світу (2014) Станимиру Петрову (Болгарія) — 2-1
  - В 1/4 фіналу програла Нікола Адамс (Велика Британія) — 0-3[2]
- На чемпіонаті Європи 2016 перемогла трьох суперниць, програла у фіналі Олені Савельєвой (Росія) і отримала срібну медаль.
- На чемпіонаті Європи 2018 та чемпіонаті світу 2018 програла в першому бою.
- В 2019 році Тетяна Коб ввійшла до складу команди «Українські левиці», яка змагалася у Лізі Жіночого Боксу. У першому двобої 22 березня в рівному бою Тетяна програла Сандрі Драбік з Польщі.[3]
- На Європейських іграх 2019 програла в другому бою Бусеназ Чакироглу (Туреччина).
- На чемпіонаті Європи 2019 завоювала бронзову медаль.
- 16 березня 2020 року на Європейському ліцензійному турнірі в Лондоні в своєму другому поєдинку Коб програла Сандрі Драбік — 0-5 і втратила шанси на виступ на Олімпіаді 2020.[4]

- На чемпіонаті Європи 2022 стала чемпіонкою у ваговій категорії до 52 кг.
- На чемпіонаті світу 2022 програла в другому бою.
- На Європейських іграх 2023 програла в другому бою.